# 新飯塚車站
新飯塚車站（日语：〔〕／〔〕 Shin-Iizuka eki */?）是一位於日本福岡縣飯塚市、隸屬於九州旅客鐵道（JR九州）的鐵路車站。新飯塚是兩條隸屬於JR九州的鐵路支線、筑豐本線（又暱稱為「福北豐線」）與後藤寺線的交會車站，是一使用跨線式站房的橋上車站。

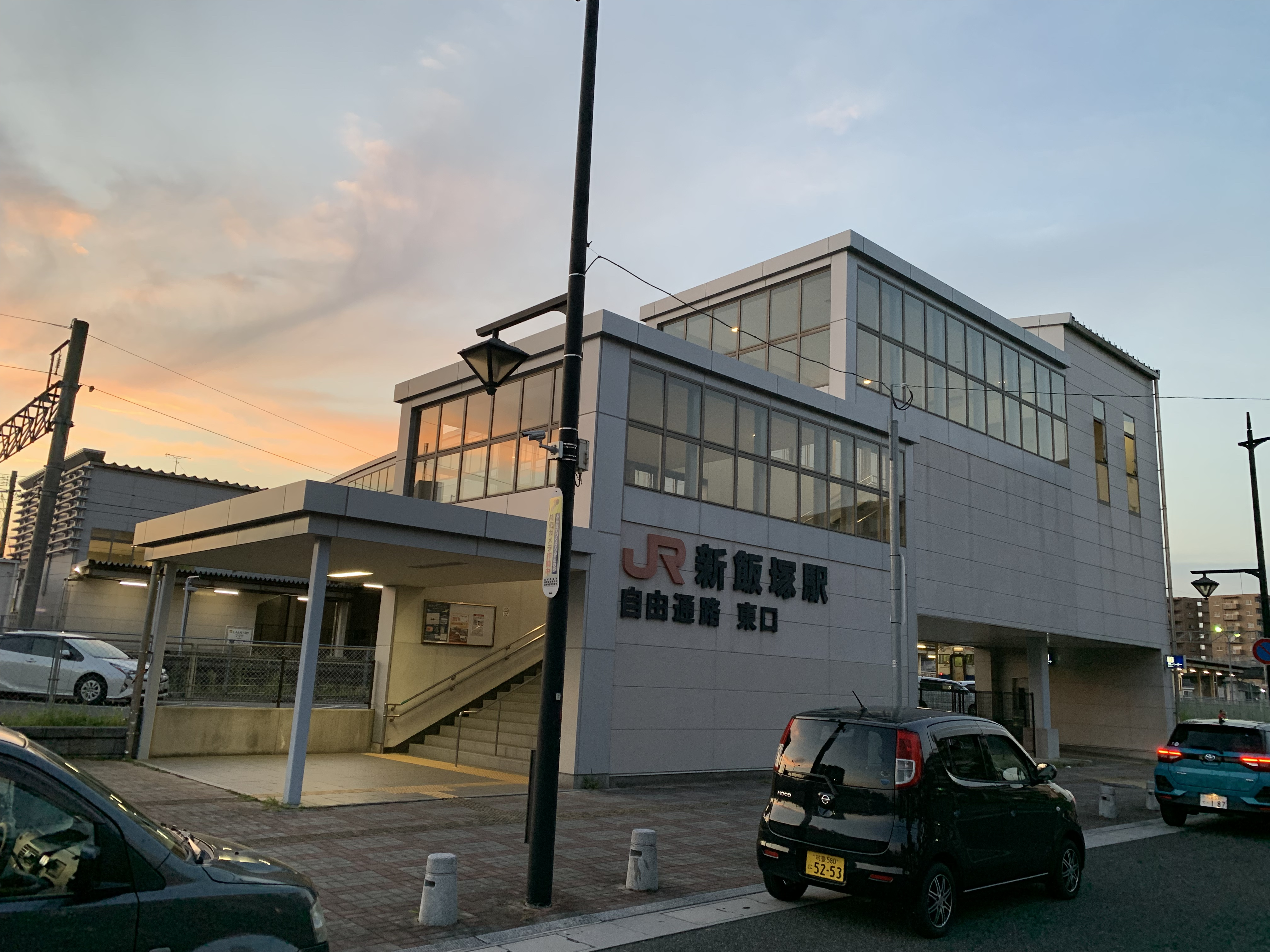
東口(2022年9月)

## 車站構造

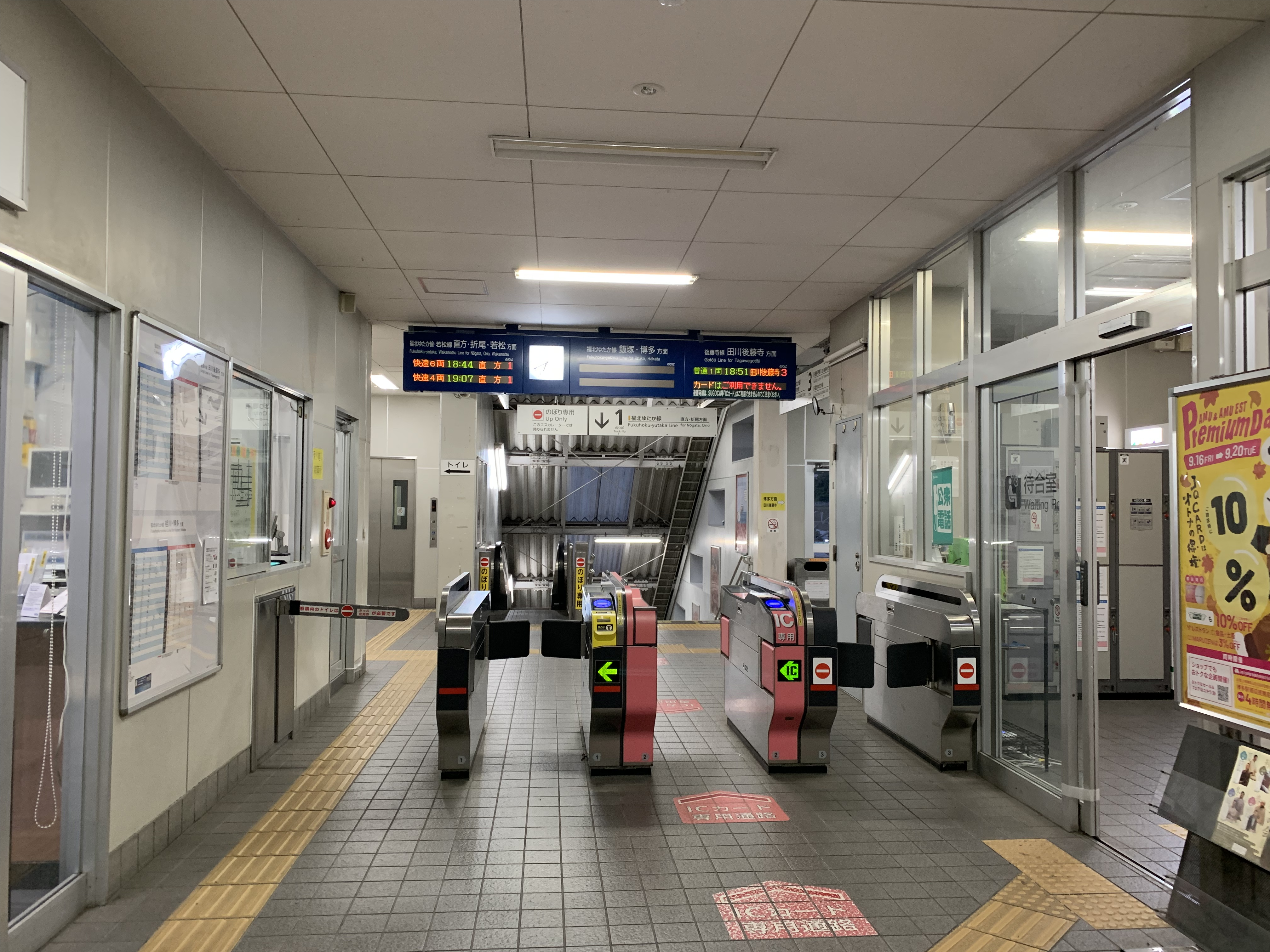
閘口(2022年9月)

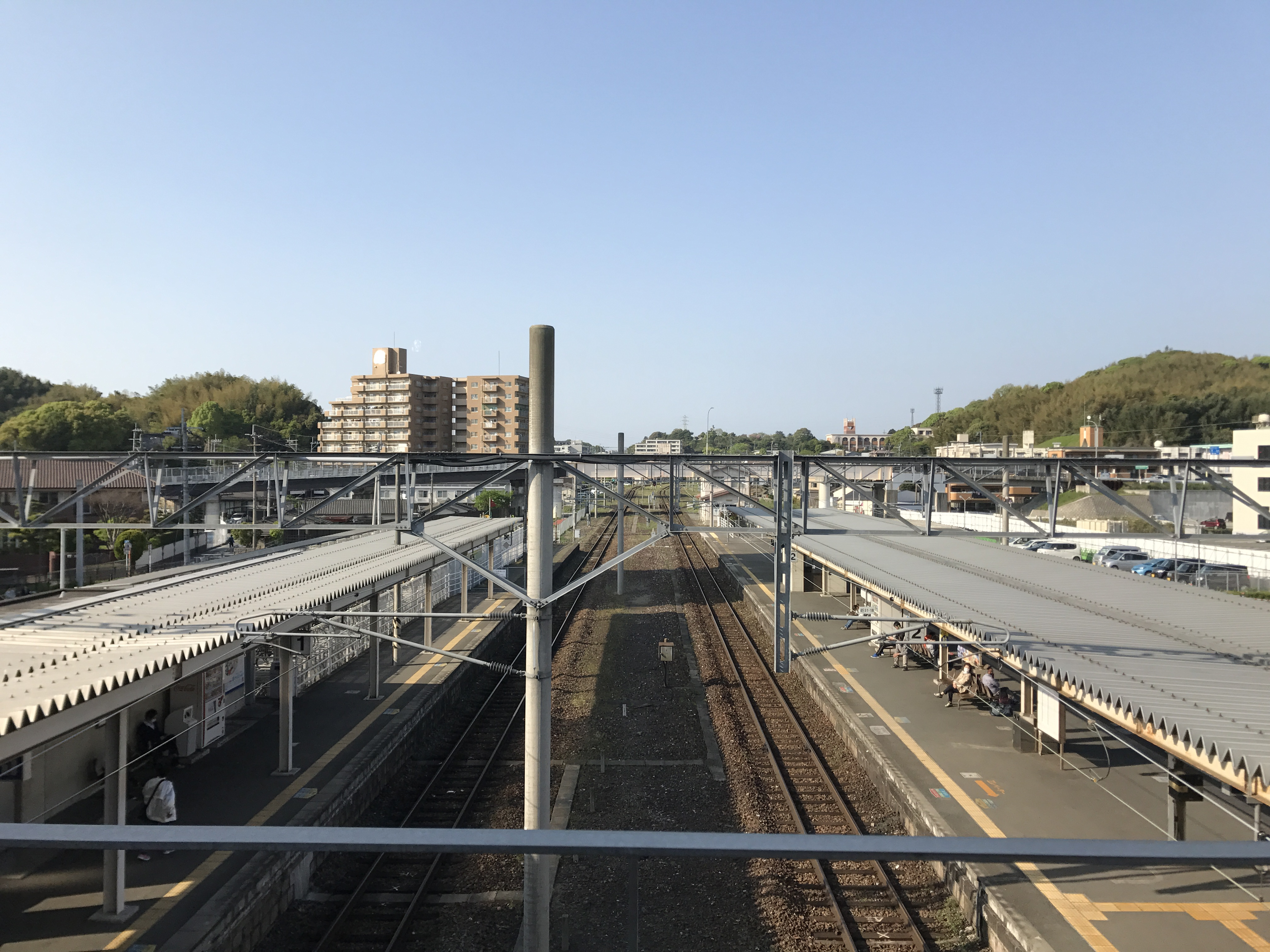
月台全景(2017年4月)

側式月台1面1線與島式月台1面2線，合共2面3線的地面車站。

### 月台配置
| 月台 | 路線     | 方向 | 目的地         | 備註          |
| ---- | -------- | ---- | -------------- | ------------- |
| 1    | 福北豐線 | 上行 | 直方、折尾方向 |               |
| 2    | 福北豐線 | 下行 | 桂川、博多方向 | 一部分3號月台 |
| 3    | 後藤寺線 | -    | 田川後藤寺方向 |               |

## 相鄰車站
九州旅客鐵道
 福北豐線（筑豐本線）
- 特急「魁皇」

■快速、■普通
浦田（JC15）－新飯塚（JC14）－飯塚（JC13）
 後藤寺線
■快速（只限上午中的下行1班運行）
新飯塚（JJ01） → 田川後藤寺（JJ06）
■普通
新飯塚（JJ01）－上三緒（JJ02）

## 外部連結
- JR九州—新飯塚車站 （页面存档备份，存于）（日語）

33°38′39″N 130°41′39″E / 33.64417°N 130.69417°E